# Соспиро
Соспѝро (на италиански: Sospiro, на местен диалект: Suspìr, Суспир) е малко градче и община в Северна Италия, провинция Кремона, регион Ломбардия. Разположено е на 36 m надморска височина. Населението на общината е 3094 души (към 2010 г.).